# Laser 200
Laser 200 är en hemdator i lågprisklassen, lanserad 1983 av Hongkong-företaget Video Technology (VTech). I Finland såldes den av Salora under namnet Salora Fellow, i Tyskland som Sanyo VZ 200, i Storbritannien som Texet TX8000 och i Australien och Nya Zeeland som Dick Smith VZ 200.

## Hårdvara
Laser 200 var när den lanserades bland de billigaste datorerna med färggrafik på marknaden och avsedd att sno åt sig en bit av marknaden för Sinclairs lågprisdatorer ZX81 och Spectrum. Utförandet var därför enkelt, med ett litet tangentbord i gummi och mycket litet minne. Konstruktionen har lånat många drag från Tandys datorer TRS-80 och MC-10. Huvudprocessorn är en Z80 på 3,5 MHz, RAM-minnet ligger på 8 Kbyte och grafiken sköts av en Motorola MC6847 med max nio färger. Tekniska begränsningar i konstruktionen medger dock inte att grafikmöjligheterna fullt ut utnyttjas. Ljudet är en enkel pipmoj på tre oktaver. Microsofts BASIC ligger på ett ROM-minne på 16 Kbyte.

## Marknadsposition
På de flesta marknader lyckades varken Laser 200 eller lillebror Laser 210 inte uppnå någon position. Trots det låga priset var prisskillnaden mot mer avancerade maskiner inte stor nog, och generalagenterna förstod sig sällan på den mycket konkurrensutsatta hemdatormarknaden och fick inget stöd av tillverkaren (vilket syns på att datorn fick ett eller flera namn i nästan varje land). 1983 kostade datorn 1 695 kr i Sverige, vilket var dyrare än en TI-99/4A och femhundralappen billigare än en VIC-20 eller ZX Spectrum. I Finland kostade en Salora Fellow 985 mark.
Undantaget utgörs av Australien, där hemelektronikfirman Dick Smith med sin VZ200 lyckades ta en stor bit av hemdatormarknaden. Såväl mjuk- som hårdvara utvecklades i ganska stora antal, och som enda land i världen hade Australien en egen tidskrift för VTech-datorerna. Även i Tyskland fanns entusiastiska användare som utvecklade program och expansioner.
1984 lanserades uppföljaren Laser 310 (1985 som VZ 300 i Australien). Den nya modellen var identisk med sin föregångare, så när som på det mekaniska tangentbordet och ett utökat minne till 16 Kbyte.